# Michael de la Fontaine
Michael de la Fontaine (* 1945 in Konstanz) ist ein deutscher Liedermacher und Kulturwissenschaftler.

## Leben
Michael de la Fontaine wurde als Sohn der Kammersängerin Sophie de la Fontaine, geb. Brandes und des Rechtsanwalts Ferdinand de la Fontaine geboren. Kindheit und Jugend verbrachte er mit seinen vier Geschwistern in Meersburg und in Frankfurt am Main.
Nach dem Abitur an der Freiherr-vom-Stein-Schule studierte er Soziologie, Philosophie und Musikwissenschaften an der Johann Wolfgang Goethe-Universität in Frankfurt. Seine Lehrer waren Theodor W. Adorno, Ludwig von Friedeburg, Jürgen Habermas, Alexander Mitscherlich und Ludwig Finscher.
Von 1965 bis 1968 bildete er zusammen mit Christopher Sommerkorn das Liedermacherduo „Christopher & Michael“. In über 300 Konzerten in ganz Deutschland traten sie bei Veranstaltungen der Ostermarschierer und der Friedensbewegung auf, so beim Ostermarsch auf dem Frankfurter Römerberg im April 1966 gemeinsam mit Joan Baez, bei den Burg-Waldeck-Festivals 1966 und 1967 zusammen mit Franz-Josef Degenhard, Walter Mossmann, Dieter Süverkrüp und Reinhard Mey, beim 13. Deutschen Evangelischen Kirchentag in Hannover 1967 und beim Ostermarsch in Ulm 1968. Nach der Auflösung des Duos 1968 veröffentlichte Michael de la Fontaine zwei weitere LPs. Es folgten Konzerte mit der Frankfurter Künstlergruppe Ludo A. Kaiser, Volker Rebell, Nils Selzer (Strassenjungs), Moritz Stoepel und Stephan Walla. Seit 2013 stehen alle Schallplattenaufnahmen von Michael de la Fontaine und von Christopher & Michael als Download zur Verfügung.
Nach dem Diplom in Soziologie 1972 promovierte er an der Universität Frankfurt 1976 in Musikwissenschaften über den Begriff der künstlerischen Erfahrung bei Adorno. Es folgten Lehraufträge in Frankfurt am Main, 1978 ein Forschungsjahr des DAAD an der Princeton University in den USA sowie seine Promotion. Nach einer Dozentenausbildung am Goethe-Institut in München arbeitete de la Fontaine von 1980 bis 2012 für das Goethe-Institut in Ägypten, Südamerika, in Südostasien und in Nord- und Nordwesteuropa. Von 1992 bis 1998 war er Leiter des Goethe-Institutes in Santiago de Chile. Dort setzte er sich für die Erhaltung der Geisterstadt Chacabuco ein, wo während der Diktatur Pinochets ein Konzentrationslager für Regimegegner eingerichtet worden war, die in einer Salpetermine Zwangsarbeit leisten mussten. Von 1998 bis 2002 war er Programmleiter am Goethe-Institut in Prag. Er war WS 2012/13 am Institut für Musikwissenschaft Weimar-Jena der Friedrich-Schiller-Universität Jena tätig.
Michael de la Fontaine lebt heute mit seiner Frau Eliana, die er in São Paulo kennenlernte und mit der er seit 1989 verheiratet ist, in Berlin. Sie haben einen Sohn und eine Tochter. In erster Ehe war er mit der Israelin Jaffa Canoush verheiratet, mit der er einen Sohn und eine Tochter hat.

## Kultur-Projekte
- „Gewalt – ein ganz gewöhnliches Verbrechen“, zusammen mit dem Goethe-Institut São Paulo und einem Sprecher der Indianervölker Brasiliens[5]
- Internet-Chatroom für Schüler jüdischer Schulen in Prag, Wien, Berlin und Frankfurt, gemeinsam mit Goethe-Institut Prag und Hagalil.com, 2000[6]
- „Prager Stadtgespräche“, zusammen mit dem Tschechischen Staatsfernsehen, 2001/2002
- Internetdatenbank zur deutschen Tanzgeschichte für die Nationalbibliothek Singapur, zusammen mit dem Deutschen Tanzfilminstitut Bremen, 2007[7]
- Künstlerische Expedition zum Nordkap, gemeinsam mit Springer Parker, 2009–2010[8]
- Deutschlandjahr in Brasilien 2013/2014

## Diskografie
Michael de la Fontaine
- Harlekins Singsang – CBS 63 583 mit Peter Baumeister (Schlagzeug), Volker Rebell (E-Gitarre, Gesang, Blockflöte, Mundharmonika, Geige), Karl-Walter Reinhard (Klavier, Orgel, Arrangements), Nils Selzer (Bass, Gesang)[9]
- 12 Jahre, 12 Lieder – Rillenwerke MF 8204[10]

Christopher & Michael
- Wir sind am Ende (Eve of Destruction) – Warum?, CBS 1879
- Denk' nicht dran (Don't Think Twice) – Soll es niemals anders sein?, CBS 2127
- Moby Dick – Meine kleine Freiheit, CBS 2291
- Dem Wahren, Schönen, Guten – Bi Ba Butzemann, CBS 2754
- Kommt her all ihr Leute – Folklore Concert Live!, CBS S 62695
- Wie's die Vögel tuen…, CBS S 62927
- Live-Konzert – Folge 2, CBS S 63237
- 1981: Christopher & Michael – Eine Dokumentation, RillenWerke CM8101.[11]

## Schriften
- Der Begriff der künstlerischen Erfahrung bei Theodor W. Adorno. Universität Frankfurt am Main 1977, DNB 780738152 (Dissertation Universität Frankfurt am Main, Fachbereich 09 – Klassische Philologie und Kunstwissenschaft, 1976, 132 Seiten).[12]
- Künstlerische Erfahrung bei Arnold Schönberg. Zur Dialektik des musikalischen Materials in: Materialien zur ästhetischen Theorie. Theodor W. Adornos Konstruktion der Moderne – Hrsg. von Burkhardt Lindner und W. Martin Lüdke, Suhrkamp o. O. 1985
- Experiência artística em Arnold Schönberg in: Novos Estudos CEBRAP, Heft 27, 1990
- Mein São Paulo (deutsch / englisch / portugiesisch), in: Minhasp, edition esefeld & traub, Stuttgart 2013.[13]
- Wie viel Freiheit braucht Kulturarbeit im Ausland? Kulturarbeit in Transformationsprozessen, Innenansichten zur Außenpolitik des Goethe-Instituts. Herausgeber: Schneider, Wolfgang, Kaitinnis, Anna (Hrsg.), Springer VS 2016.[14]

## Rundfunk- und Fernsehbeiträge
- „Probleme unserer Städte“, Sendereihe im Saarländischen Rundfunk 1972
- „Studienbereich Musik“, HR 1979
- „Gibt es für Kinder einen natürlichen Zugang zu Musik“, HR 1979
- „Chacabuco“ mit Leo Kocking für das Chilenische Staatsfernsehen und für den WDR 1995
- „Fremd im eigenen Land“ (Dokumentarfilm auf Spanisch), mit Carlos Puccio für das Chilenische Staatsfernsehen 1996
- Interviewsendungen zur Verleihung des Nobelpreises für Literatur 2016 an den Singer/Songwriter Bob Dylan auf ByteFM am 1. Dezember 2016 (Teil I) und am 15. Dezember 2016 (Teil II): „Hat Bob Dylan den Literaturnobelpreis verdient?“ (http://www.volker-rebell.de/radio2016.html)